# Cyathea quadrata
Cyathea quadrata är en ormbunkeart som beskrevs av Bak. Cyathea quadrata ingår i släktet Cyathea och familjen Cyatheaceae. Inga underarter finns listade.